# Giuseppe Zannoni
Giuseppe Zannoni (Verona, 1849 – Monteforte d'Alpone, 1903) è stato un pittore italiano.

## Biografia

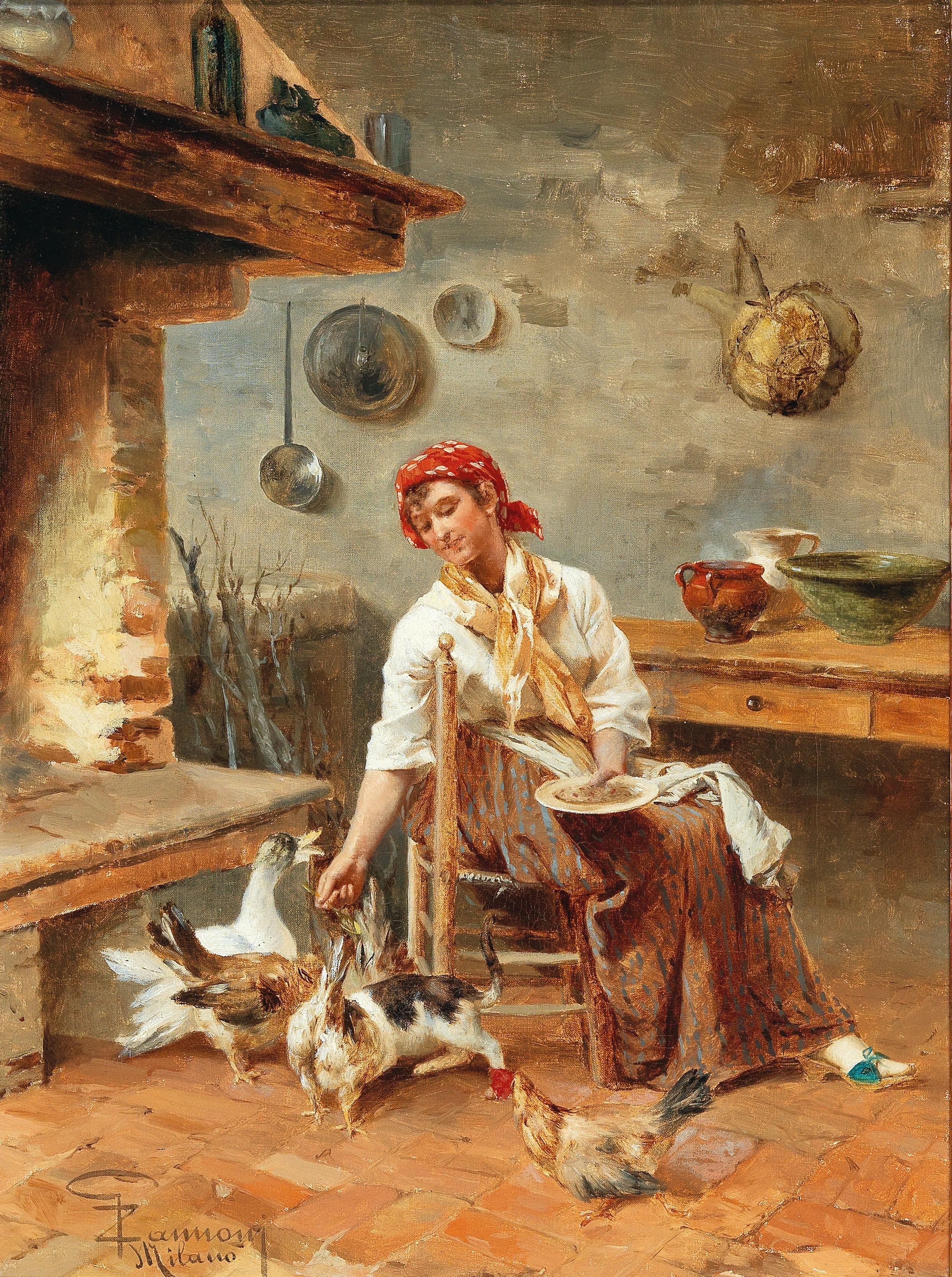
Nutrire gli animali (olio su tela)

Zannoni studiò all'Accademia Cignaroli di Verona, ricevendo premi in mostre locali dal 1865 al 1871. Si recò a Milano con il cugino, lo scultore Ugo Zannoni, e si iscrisse all'Accademia di Brera, dove fu allievo di Giuseppe Bertini. Espose nel 1877 a Napoli il dipinto Marco Antonio rivela al popolo romano il mantello insanguinato di Cesare e nel, 1891 a Milano, tre dipinti di genere: Arrivo degli sposi, Trastulli e ammonizioni, Cacciatore e volpe. Nel 1884 a Roma espose: Stanchezza, Vendemmia, Scorciatoia, Manca l'acqua alle cascine, Lungo il Torrente di Val di Muggio e Genio in erba. Tra le sue altre opere: Il pasto, L'ozio ingannato (1874), La favorita e La preghiera. Nel 1887 espose a Venezia: Sentinella, In assenza della nonna, Studi in cucina, Nella stalla, Prima neve e Buongiorno. Nel 1891 inviò alla mostra di Brera Luna di miele e Al mercato.
Dipinse anche in varie chiese, principalmente a Verona, compresi gli affreschi per la chiesa dei Filippini, dove nel 1890 dipinse un Sacro Cuore e Santi e un'Assunzione di Maria per la chiesa di Santa Maria alla Porta di Milano. Morì per una caduta da un ponteggio a Monteforte d'Alpone, dieci giorni dopo aver iniziato a dipingere l'affresco della Trinità nell'abside della locale chiesa parrocchiale.